# Chiron (satelit ipotetic)
Chiron (greacă: Χείρων) este numele dat unui presupus satelit al lui Saturn văzut de Hermann Goldschmidt în 1861. De atunci s-a stabilit că nu există un astfel de satelit.
Hermann Goldschmidt a anunțat descoperirea celui de-al nouălea satelit al lui Saturn în aprilie 1861, care, a spus el, orbita între Titan și Hyperion. Descoperirea lui Goldschmidt nu a fost niciodată confirmată, iar Chiron nu a mai fost observat niciodată.
În 1898, William Henry Pickering a descoperit-o pe Phoebe,  care este acum considerată al nouălea satelit al lui Saturn.  În mod ciudat, în 1905, Pickering credea că a descoperit un alt satelit al lui Saturn, care, a spus el, orbitează planeta între Titan și Hyperion. El a numit acest satelit nou Themis. Themis, ca și Chiron, nu a mai fost văzut niciodată.
Un obiect, acum clasificat ca un centaur, care a fost descoperit în 1977, poartă numele 2060 Chiron.